# Locomotiva FS 139
Le locomotive gruppo 139 erano una serie di locomotive a vapore pervenute alle Ferrovie dello Stato in seguito al riscatto della Rete Mediterranea.

## Storia
Costruite nel 1863, pervennero in seguito alla Rete Mediterranea, dove ottennero i numeri da 2103 a 2108.
Nel 1905, alla costituzione delle Ferrovie dello Stato, passarono a queste ultime, che le classificarono nel gruppo 135, con numeri da 1351 a 1355.
Nel 1907, in seguito alla riclassificazione di molti gruppi di locomotive, le macchine vennero riclassificate nel gruppo 139, con numeri da 1391 a 1395.
Esse vennero tutte radiate dal parco FS entro il 1914.